# Waterloo (Iowa)
Waterloo è una città degli Stati Uniti d'America, nella Contea di Black Hawk dello Stato dell'Iowa.
Al censimento del 2000 possedeva una popolazione di 68 747 abitanti, passati a 68 406 secondo una stima del 2010. Venne incorporata come municipalità nel 1845.
Waterloo costituisce un unico agglomerato urbano insieme alla città di Cedar Falls, posta immediatamente ad ovest (l'area metropolitana di Waterloo-Cedar Falls).